# Olam Haba
Der Begriff Olam Haba (hebräisch עוֹלָם הַבָּא) bzw. Ha'olam Ha-Bah  (hebräisch העולם הבא) bedeutet wörtlich „kommende Welt“ bzw. „die kommende Welt“, d. h. das Jenseits. Er stammt aus dem Talmud, einem der wichtigsten Schriftwerke des Judentums. 
Der Tanach befasst sich hauptsächlich mit dem Leben im Diesseits, und so finden sich hier nur wenige Textzeilen, die sich mit dem Leben nach dem Tod befassen. So wird im Buch Daniel 12,2  davon berichtet, dass viele unter der Erde schlafen liegen. Sie würden aufwachen, etliche zum ewigen Leben, andere aber zu ewiger Schmach und Schande.
Im Traktat Avot der Mischna (Kapitel 4, Vers 16) wird die jetzige Welt  (hebräisch עולם הזה Olam HaSeh „diese Welt“)  nur als Vorhalle der künftigen Welt beschrieben. Die Mischna bildet die Basis des Talmud, sie wurde im Umkreis des Rabbi Jehuda ha-Nasi Anfang des 3. Jahrhunderts aus Galiläa verfasst.
Um die Zeitenwende gab es große Differenzen zwischen den Peruschim (Pharisäer), den Zadokim (Sadduzäer) und den Jachad (Essenern), so dass der Glaube an ein Jenseits erst spät in der jüdischen Geschichte entwickelt wurde.
Mit Olam Haba wird eine jenseitige ‚Existenzform‘ verstanden. Der Begriff verweist auf das spirituelle Jenseits. Der Glaube an die Auferstehung ist zwar kein Dogma, gehört allerdings zu den 13 Glaubenssätzen des Maimonides und steht mit der messianischen Zeit in Verbindung. Mit ihrem Anbruch wird eine vollkommene Welt des Friedens und des Wohlergehens eingeleitet, dann würden die Gerechten wieder zum Leben erweckt werden. Ihnen würde dann die Möglichkeit gegeben, eine Welt zu erfahren, die sie durch ihre Gerechtigkeit zu vervollkommnen halfen.
Damit bezieht sich das Olam Haba auf zwei unterschiedliche Konzepte:
- Einer Welt der Seelen (  hebräisch עולם הנשמות olam haneshamot), in der die Seele des Menschen nach dem Tod von seinem Körper getrennt wird und Vergeltung für sein Handeln in der Welt der Lebenden erfährt;
- Einer Welt, die nach dem Kommen des Messias am Ende der Tage in ihrer Fülle angekommen sein wird (vgl. Eschatologie).

Zur Zeit der Mischna und des Talmud lag die Bedeutung im ersten Konzept, das zweite Konzept entspricht der rabbinischen Tradition.